# 异种3
《异种3》（英語：Species III）是一部2004年制作的动作惊悚科幻电影。这部电影是《异种2》（1998年）的续集，也是《异种》系列的第三部电影。与前两部不同的是，该作不是院线上映电影，而是于2004年11月27日在美国的有线电视频道Syfy上首播的低成本电视电影。在前两部电影中扮演女主角的娜塔莎·韓絲翠签下了《异种》三部曲，她在该作片头短暂地扮演了《异种2》中夏娃的角色。
该作是《异种》系列三部曲的完结篇。下一部电影《异种4》（2007年）不是该作的续集，但是与该作同样也是在Syfy上首播的低成本电视电影，并且剧情和世界观与前三部毫无关联，也没有娜塔莎·韓絲翠的出演。
香港於2005年3月11日由得利影視代理發行VCD和DVD。台灣於2005年3月12日也是由得利影視代理發行DVD。

## 剧情
在上一部事件发生数小时后，运送疑似死亡状态的夏娃（《异种》第一部女性反派希尔的克隆体）的救护车在夜晚迷了路，但当副驾驶试图用无线电通知他们的上级时，扮成司机的布鲁斯·阿波特博士突然停下车来，用枪指着他。随后他们在车上遭到了混血异种波特斯（《异种2》的男性反派帕特里克和跟他发生关系的女性所生下的混血异种）的伏击，波特斯用舌头杀死了副驾驶。阿波特博士急忙下了车，发现波特斯和夏娃都在救护车的后面。当夏娃苏醒过来，并生下一个新生的纯种外星人（夏娃和帕特里克的女儿）时，波特斯用舌头勒死了她，阿波特博士趁机带着这个新生的纯种外星人逃走了。政府特工瓦萨奇找到了夏娃的尸体，并下令进行尸检，却意外发现夏娃怀孕了，然后命人将她的尸体烧掉。
阿波特博士回到了他的日常工作，他在一所大学担任生物化学教授，在课堂上他坚信他的信仰，认为让单一的物种生存还是死亡是错误的。他在家里独自抚养夏娃的孩子，这个孩子在短短几天内就长成了一个小女孩，阿波特博士给她起名叫莎拉。一天晚上，在阿波特博士的办公室，已经长大成人的混血异种波特斯前来拜访他，令博士意外的是波特斯已经戏剧性地衰老和危重。当阿波特博士试图治疗他时，波特斯开始逼问阿波特博士把夏娃的女儿藏在了哪里，还告诉阿波特博士他的基因存在缺陷，并且还有其他混血异种患有和他类似的疾病，他们需要找到夏娃的女儿这样的纯血异种来拯救他们。后来，他在椅子上惨死。被这件事震惊到的阿波特博士为了能够全力研究莎拉纯种基因的秘密，他找到了迪安，他的一个学生，并且迪安的实验发电厂项目的资金正好处于危急之中，于是阿波特博士请求迪安帮助他一起来完善混血异种的DNA，以拯救物种。作为回报，阿波特博士承诺将从他们工作中所获得的资金或奖励分一部分给迪安。
在阿波特博士不在家的时候，莎拉在茧中化蛹，并以成年人的姿态出现。阿波特博士的上司—尼古拉斯·特纳博士，独自来到了阿波特博士的家中，他遇到了浑身赤裸的莎拉，莎拉和她母亲夏娃一样拥有繁衍异种后代的本能，她最初试图勾引他，但后来拒绝了他。后来急不可耐的特纳博士开始试图强奸莎拉，于是莎拉变成可怕的外星人形态杀死了他，随后莎拉离开家去寻找交配伴侣。阿波特博士回到家，看到了莎拉变身的证据，并处理了特纳博士的尸体。莎拉最终感应到另一个混血异种的存在，并和他建立了联系，但莎拉及时发现了他的疾病，于是把他的牙齿给打掉了。当阿波特博士和迪安继续他们的实验时，阿波特博士告诉了迪安有关政府的“雅典娜计划”，就是在第一部电影中创造了希尔，莎拉是希尔的克隆体夏娃和帕特里克·罗斯的孩子，帕特里克感染了火星和希尔的克隆体夏娃的外星基因。而莎拉作为第三代外星异种，她拥有比希尔和夏娃更加完美的基因，不会受到疾病的侵袭，并且存活的时间很长。在阿波特博士家里的实验室中，当迪安正在给莎拉抽血时，被莎拉拒绝的混血异种闯入实验室，致命地伤害了阿波特博士，迪安舍命去救莎拉，而混血异种开始试图让莎拉怀孕，但却被阿波特博士喷洒在实验室里的盐酸气体给杀死了。阿波特博士在临死前，嘱咐迪安要延续他未完成的工作。迪安考虑是否要继续阿波特博士的工作，然而莎拉却敦促他利用她的卵子以拯救她的物种。
迪安在大学的室友黑斯廷斯，发现了一个名叫阿米莉亚的神秘女人发布的网站，她想要和生物化学家约会。黑斯廷斯在窥探过迪安的研究笔记后，他把笔记里的内容全都转发给了阿米莉亚，她同意要来见他。在途中，阿米莉亚开着豪车来到了汽车加油站，并在卫生间里杀死了一个试图强奸她的服务员，阿米莉亚同样也是一个患有疾病的混血异种。在校园里，她感应到了莎拉，并绑架了黑斯廷斯，把他带到了阿波特博士的家中。阿米莉亚和莎拉都迫使黑斯廷斯利用莎拉的卵子来完善外星人的基因，以拯救混血异种，并为他们创造出完美的交配伴侣。政府特工瓦萨奇探员的团队也监控到了阿米莉亚的网站，发现了她与“雅典娜计划”的联系，于是他接走了迪安，并帮助他从阿波特博士家里的实验室中救出了黑斯廷斯，然而装有莎拉卵子的培养杯也被黑斯廷斯给趁乱带了出来。
迪安、黑斯廷斯和瓦萨奇逃往迪安的实验发电厂，莎拉和阿米莉亚在后面追赶。为了不让莎拉的卵子靠近她们，他们三人决定把阿米莉亚和莎拉困在核电站的核心，但这一策略可能会导致灾难性的核反应堆熔毁。迪安试图把装有莎拉卵子的培养杯扔进核心，这个举动差点促使阿米莉亚杀死了他，随后赶来的莎拉并没有选择抓住即将掉落进核反应堆的卵子培养杯，而是攻击了阿米莉亚，并把她扔进了核心。随后阿米莉亚也把莎拉给拽了下去。迪安，黑斯廷斯和瓦萨奇及时关闭了核心，防止了熔毁。
事件之后，黑斯廷斯来到阿波特博士家拜访迪安，意外发现了莎拉和一个混血异种的小男孩。迪安告诉黑斯廷斯，在封闭核心之前，他成功地把莎拉救了上来，把她拉到了安全的地方，然后完成了完善外星人基因的工作，并且还专门为莎拉创造了一个伴侣，这样她就不会孤单。混血异种的小男孩长大后，迪安将莎拉放归山林，他告诉莎拉，以后她要靠自己，要小心，但在莎拉和她的伴侣离开之前，迪安问莎拉，为什么她要放弃拯救卵子而是选择从阿米莉亚手中救下他？莎拉没有回答；然而，这暗示着她已经拥有了战胜本能的人性，开始学会关心他人了。然后，迪安安慰紧张的黑斯廷斯说，他已经确保莎拉的伴侣不会生育，从而阻止了他们的繁殖以及对世界的威胁。

## 演員
| 角色                                     | 演員             |
| ---------------------------------------- | ---------------- |
| 莎拉（Sara）                             | 桑妮·馬布里      |
| 迪安（Dean）                             | 罗宾·邓恩        |
| 布鲁斯·阿波特博士（Dr. Bruce Abbot）     | 罗伯特·克耐普    |
| 阿米莉亚（Amelia）                       | 艾米莉亚·库克    |
| 黑斯廷斯（Hastings）                     | 约翰·保罗·皮托克 |
| 瓦萨奇特工（Agent Wasach）               | 迈克尔·沃伦      |
| 尼古拉斯·特纳博士（Dr. Nicholas Turner） | 克里斯托弗·尼姆  |
| 夏娃（Eve）                              | 娜塔莎·韓絲翠    |